# La moglie e la suocera
La moglie e la suocera, conosciuta anche come la giovane e la vecchia, è una celebre illusione ottica ambigua, in cui è possibile vedere sia una ragazza che una vecchia, rispettivamente la moglie e la suocera.

## Storia

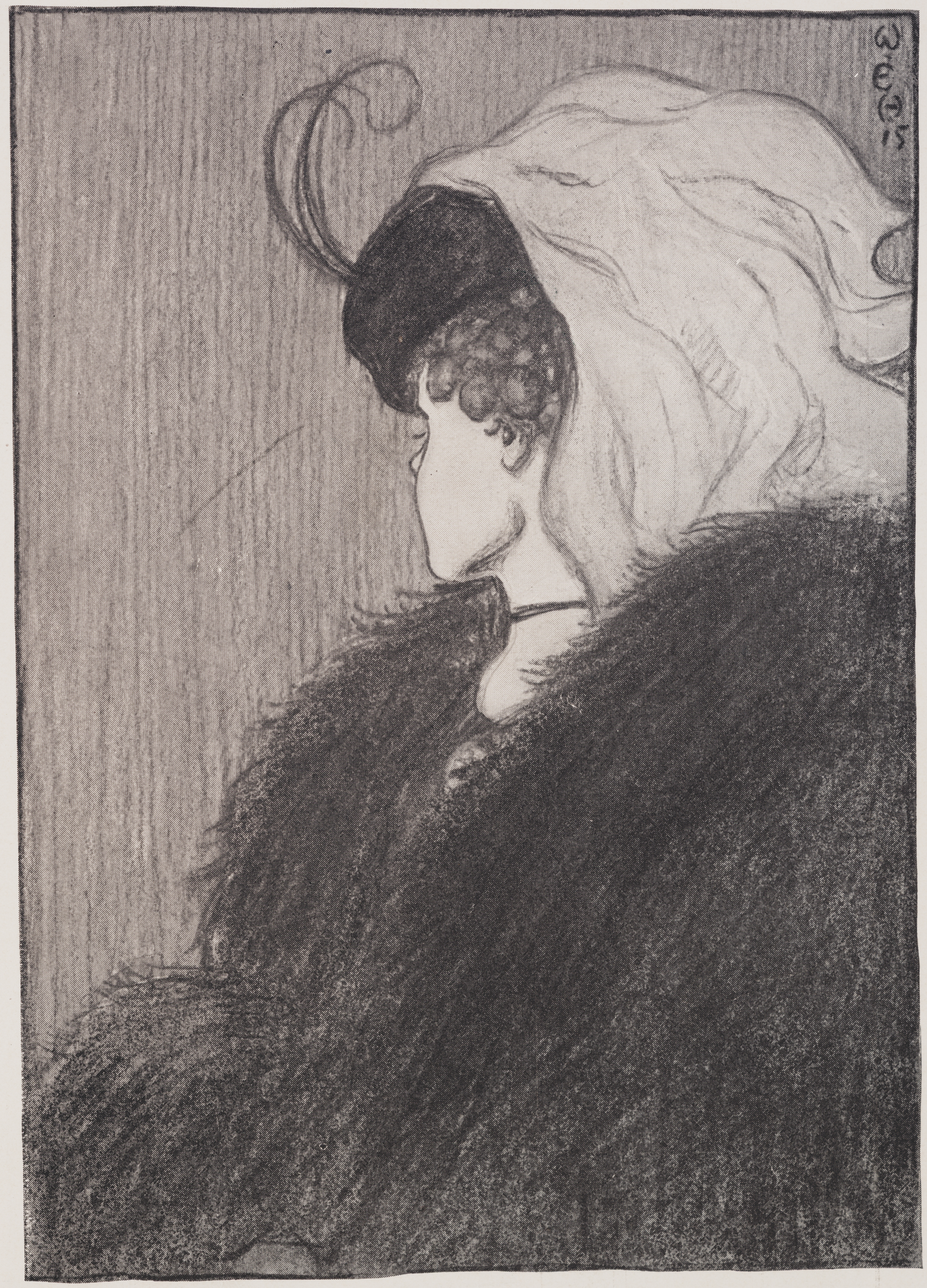
La moglie e la suocera, versione del 1915.

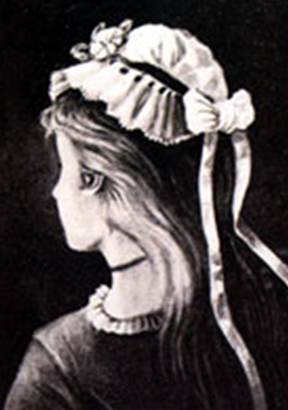
Cartolina tedesca del 1888

Il fumettista britannico William Ely Hill (1887–1962) pubblicò "la moglie e la suocera" sulla rivista umoristica americana Puck, il 6 novembre 1915, con la didascalia: "In quest'immagine ci sono entrambe, trovatele". Tuttavia, la versione più vecchia e nota è quella di una cartolina tedesca del 1888.
Nel 1930 Edwin Boring fece conoscere l'immagine agli psicologi in un articolo intitolato "Una nuova figura ambigua" e da allora compare nei manuali e negli studi sperimentali.